# エルス・ファンデステーネ
エルス・ファンデステーネ（Els Vandesteene、女性、1987年5月30日 - ）は、ベルギーのバレーボール選手。ベルギー代表。

## 来歴
2009年、ベルギー代表に初選出される。
2013年6-7月のヨーロッパリーグで銀メダル、同年9月の欧州選手権で銅メダルを獲得した。同年からはフランスリーグのVolley-Ball Nantesでプレーした。

## 球歴
- 2013年 - ヨーロッパリーグ（2位）
- 2013年 - 欧州選手権（3位）
- 2014年 - FIVBワールドグランプリ

## 所属クラブ
- VDK Gent Dames（2002-2012年）
- TV Hambourg（2012-2013年）
- Volley-Ball Nantes（2013-2018年）
- Stade Français Paris St Cloud（2018-2020年）
- VDK Bank Gent Dames（2020-2024年）